# 29685 Soibamansoor
29685 Soibamansoor è un asteroide della fascia principale. Scoperto nel 1998, presenta un'orbita caratterizzata da un semiasse maggiore pari a 2,4197173 UA e da un'eccentricità di 0,0534158, inclinata di 7,16746° rispetto all'eclittica.